# Paterne d'Avranches
Pour les articles homonymes, voir Saint Paterne.
« Saint Pair » redirige ici. Pour les articles homophones, voir Saint-Pair, Saint-Père, Saints-Pères et Simpère.
Paterne, aussi appelé Pair ou Patier, né à la fin du Ve siècle et mort aux environs de 565, fut un ermite, évangélisateur, fondateur de monastères puis évêque d'Avranches dans la première moitié du VIe siècle.  Il est fêté le 15 avril par l'Église catholique, et le 16 avril dans le diocèse de Coutances et Avranches.

## Hagiographie
Paterne naquit à la fin du Ve siècle, sans doute vers 480, à Poitiers d'une famille de notables locaux. Très jeune il prit l'habit monastique à l'abbaye d'Ansion (dite aussi de Saint-Jouin-de-Marne) dans le diocèse de Poitiers, sous la direction de saint Généroux.
Ayant la vocation de l'érémitisme, il se retira dans la forêt de Scissy, près de Coutances, avec un compagnon, Scubilion. Plus tard, Léontien, alors évêque de cette ville l'ordonna prêtre, et le chargea d'évangéliser les populations locales.
Il fut alors secondé par saint Gaud d'Évreux, saint Sénier et le prêtre Aroaste qui partageaient sa solitude dans les bois de Scissy.
Il devint évêque d'Avranches vers 552, aux alentours de ses soixante-dix ans, où il continua ses travaux missionnaires. Il fonda plusieurs monastères, dont celui de Scissy (ou Sesciacus), proche de Saint-Pair-sur-Mer, et mourut vers 565.

## Postérité

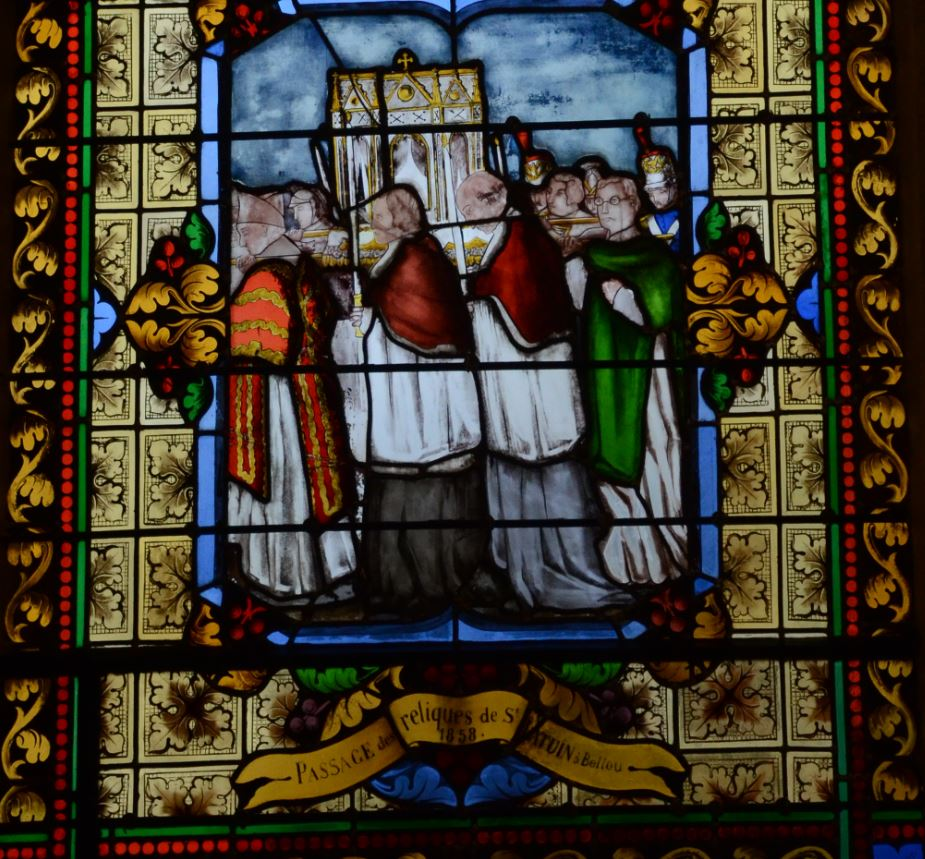
Translation des reliques de saint Paterne et saint Latuin à l'église de Bellou-sur-Huisne, 1854.

Saint Lô, évêque de Coutances, l'enterra dans l'oratoire de Scissy en même temps que son compagnon Scubilion, mort le même jour. Cet oratoire devint ultérieurement l'église paroissiale de Saint-Pair-sur-Mer, qui possède quelques reliques de saint Paterne ainsi que d'autres églises de Normandie.
Saint Paterne eut comme successeur saint Sénier, qui avait été un de ses collaborateurs dans l'évangélisation des populations de cette région.
Le récit de sa vie a été écrit par Venance Fortunat († v. 609). Il est souvent confondu avec Paterne de Vannes.
Il est fêté le 15 avril d’après le Martyrologe romain, et le 16 avril dans le diocèse de Coutances et Avranches,.
Vers l'an 900, ses reliques furent transférées en Auvergne, à Artonne, pour les soustraire aux raids des Normands. Sa châsse se trouve encore dans l'église Saint-Martin d'Artonne. L'itinéraire suivi est marqué par un certain nombre de traces : l'ancienne commune de Saint-Paterne dans la Sarthe ; Saint-Paterne-Racan en Indre-et-Loire ; église Saint-Paterne à Bellou-sur-Huisne dans l'Orne, ainsi que l'église Saint-Paterne d'Orléans et le faubourg Saint-Paterne d'Issoudun.

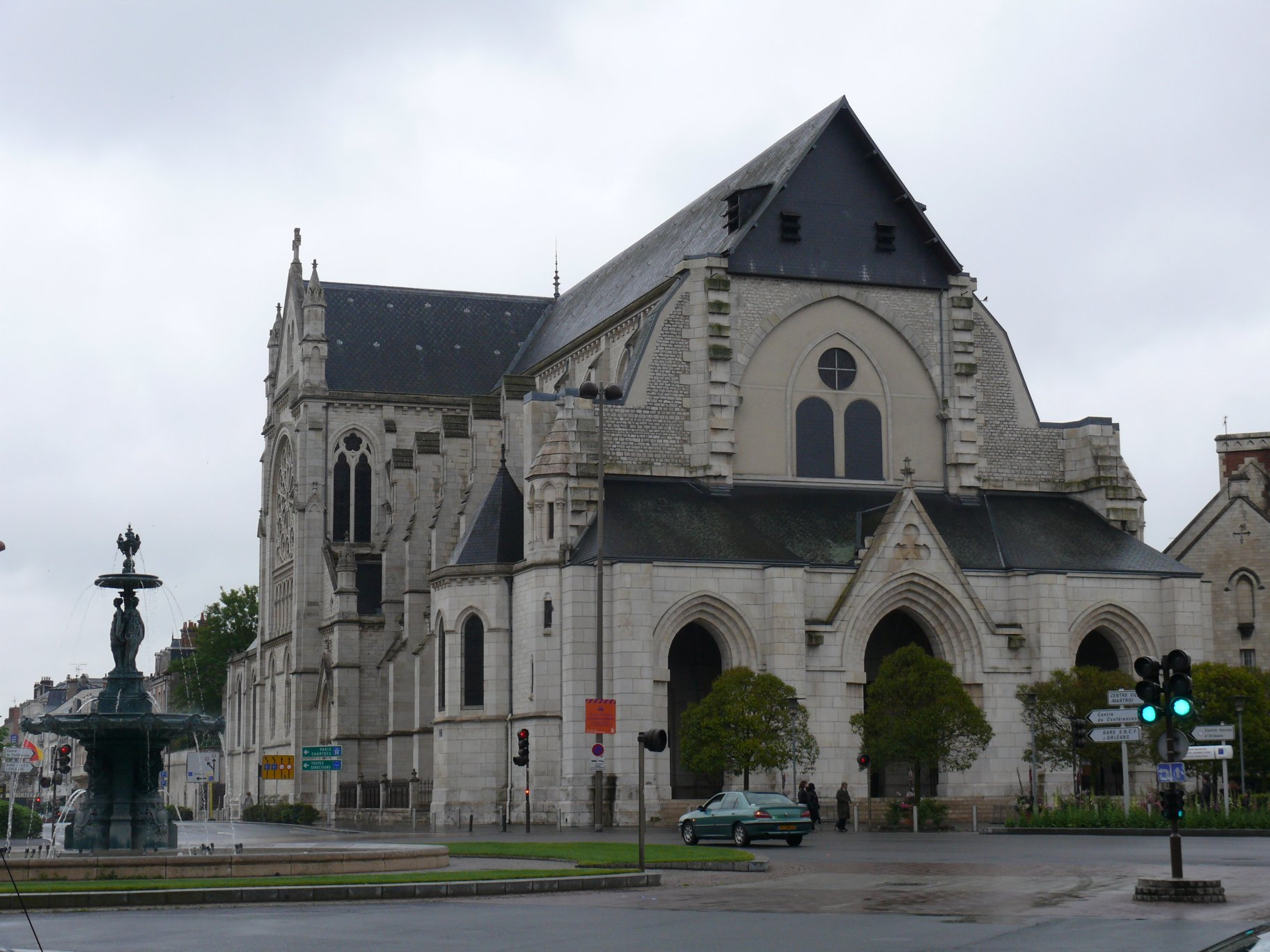
Église Saint-Paterne d'Orléans.
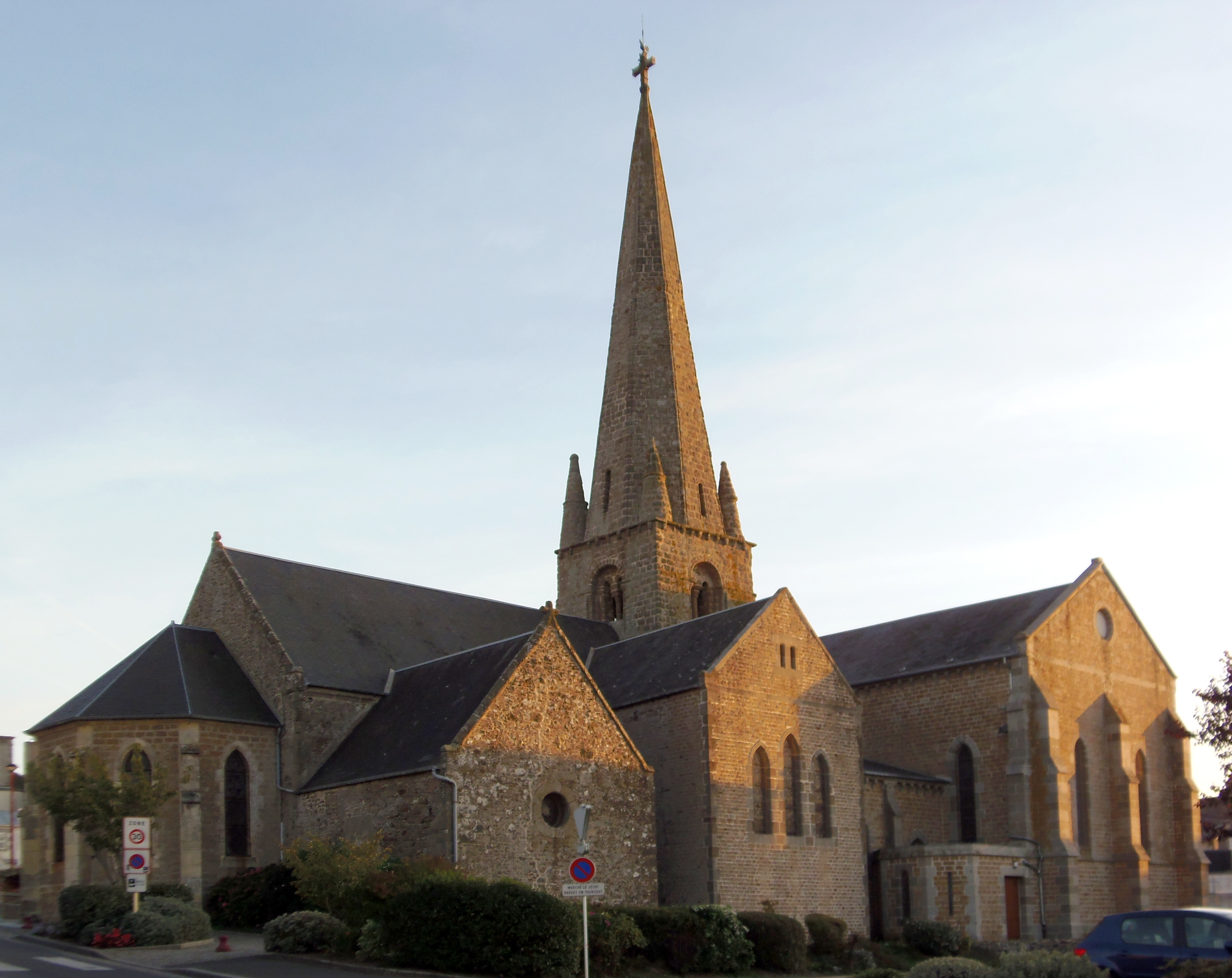
L'église paroissiale de Saint-Pair-sur-Mer.
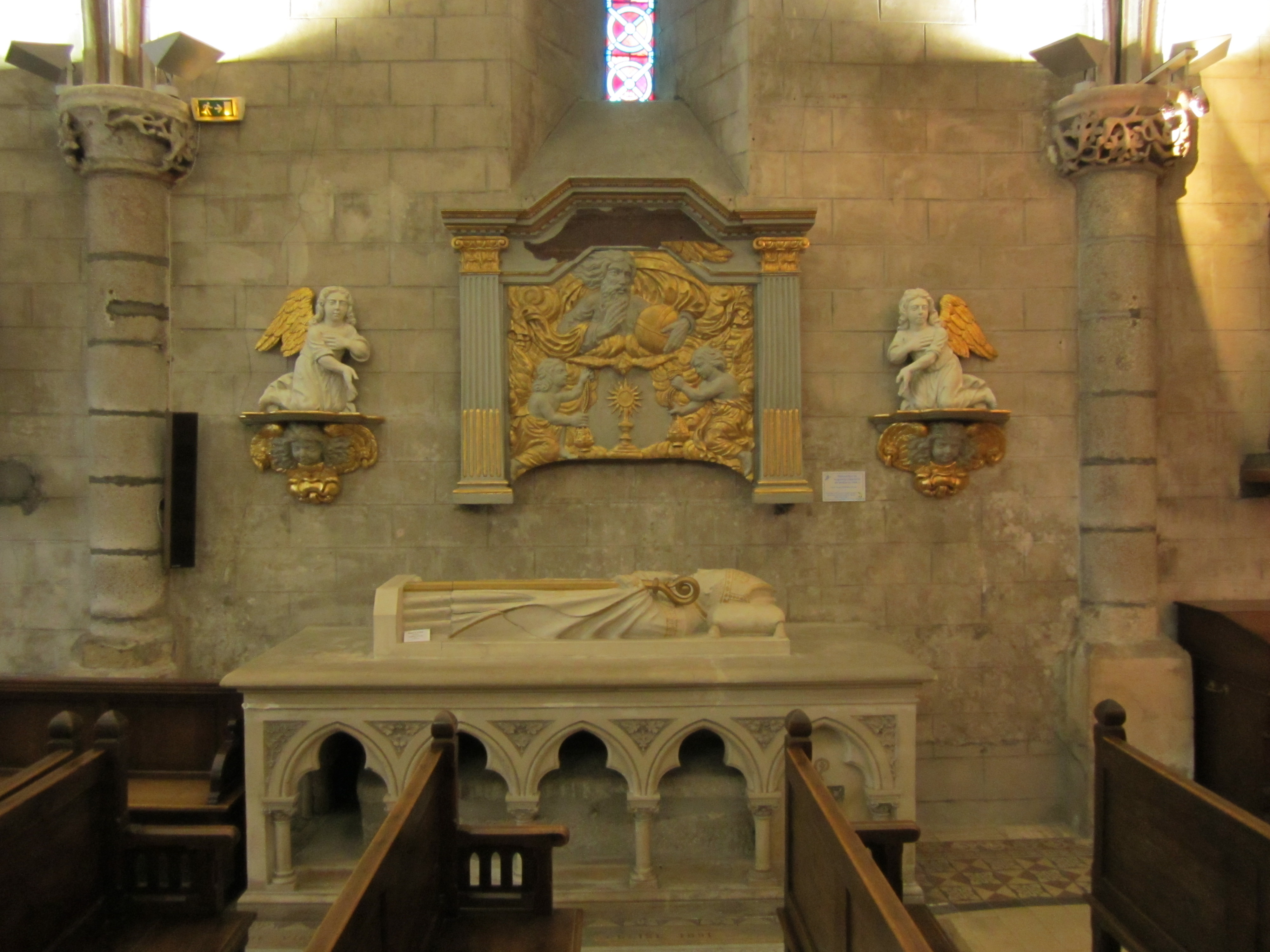
Gisant de saint Pair, église Saint-Pair.
Blason de Saint-Pair-sur-Mer.

Les armoiries de la ville de Saint-Pair-sur-Mer représentent les cinq saints honorés dans ce lieu :
- saint Paterne (saint Pair) ;
- Val-Saint-Pere parfois vu comme Val St Pair ;
- saint Gaud ;
- saint Aroaste ;
- saint Scubilion (tous deux compagnons de Saint Paterne) ;
- saint Sénier, qui succéda à Paterne sur le siège épiscopal d'Avranches.